# 霍夫蛋糕
霍夫蛋糕（英語：Joffre cake），是種裝滿伽納徹巧克力的蛋糕餡餅。最初在布加勒斯特的卡薩卡普薩餐廳，為紀念法國元帥約瑟夫·霞飛的訪問；霍夫蛋糕的大小可能是第一次世界大戰期間法國和羅馬尼亞士兵佩戴的阿德里安盔甲的樣板。